# Rajskie
Rajskie (ukrán nyelven: Райське, Rais’ke) Lengyelország délkeleti részén, a Kárpátaljai vajdaságban, a Leskói járásban található település.  A község  Solinától közel 8 kilométernyire fekszik déli irányban, míg a járási központnak számító Lesko 21 kilométernyire északnyugatra található, valamint a vajdaság központja, Rzeszów 87 kilométernyire északnyugatra van a településtől.

## Fordítás
Ez a szócikk részben vagy egészben  a   Rajskie című angol Wikipédia-szócikk ezen változatának fordításán alapul.  Az eredeti cikk szerkesztőit annak laptörténete sorolja fel. Ez a jelzés csupán a megfogalmazás eredetét és a szerzői jogokat jelzi, nem szolgál a cikkben szereplő információk forrásmegjelöléseként.